# Гребник
Гребник (алб. Gremnik) је насеље у општини Клина, Косово и Метохија, Република Србија.

## Становништво
| Демографија | Демографија | Демографија |
| Година      | Становника  | Становника  |
| ----------- | ----------- | ----------- |
| 1948.       | 531         |             |
| 1953.       | 551         |             |
| 1961.       | 707         |             |
| 1971.       | 848         |             |
| 1981.       | 1.039       |             |
| 1991.       | 1.279       |             |